# Cotinga escatosa
La cotinga escatosa (Ampelioides tschudii) és una espècie d'ocell de la família dels cotíngids (Cotingidae) i única espècie del gènere Ampelioides. Habita boscos de muntanya des de Colòmbia i oest de Veneçuela, cap al sud, a través dels Andes, a l'oest i est de l'Equador i est del Perú fins a l'oest de Bolívia.